# 관좡역 (베이징 지하철 15호선)
관좡역(중국어: 关庄站)은 중국 베이징시 차오양구 다툰 가도 베이관장루 베이후취시루 교차점 동쪽에 위치한다. 베이징 지하철 15호선의 지하철역으로 2014년 12월 28일 15호선 1단계 서부구간 개통과 함께 개장되었다.
이 역은 15호선 서부 구간에서 최초로 2012년 7월 29일에 폐쇄된 역이다.

## 위치
관좡역은 북관좡로(동서방향)와 베이후취 서로의 교차점 동쪽, 북4환로 외곽에 위치하며 동서방향으로 배치되어 있다.

## 역 구조
관좡역은 개착식 방식으로 건설된 지하철 역으로, 철거 문제로 인해 역의 개착 부지가 부족하여 장비 층을 추가하여 지하 3층 건물의 지하역을 건설하게 되었다. 표준 단면은 3층 이중경간 상자형 구조로 전체 길이 144.1m, 표준 단면 폭 20.9m, 기초피트 깊이 25.68m이다. 1면 2선의 섬식 승강장 구조를 채택했다. 역사의 지하 1층은 장비층으로 변전소, 통신신호실, 환기실 등을 갖추고 있으며, 양쪽 끝의 공기덕트에는 안전대피구가 설치되어 있다. 지하 2층은 역사 대합실 층이며, 중앙에는 결제 공간과 비결제 공간이 있으며, 지하 3층은 플랫폼 층이고, 섬 플랫폼의 폭은 12미터이며, 에스컬레이터 4개, 계단 2개, 수직 엘리베이터가 있다. 중앙홀 층의 결제 구역과 연결되어 있다.

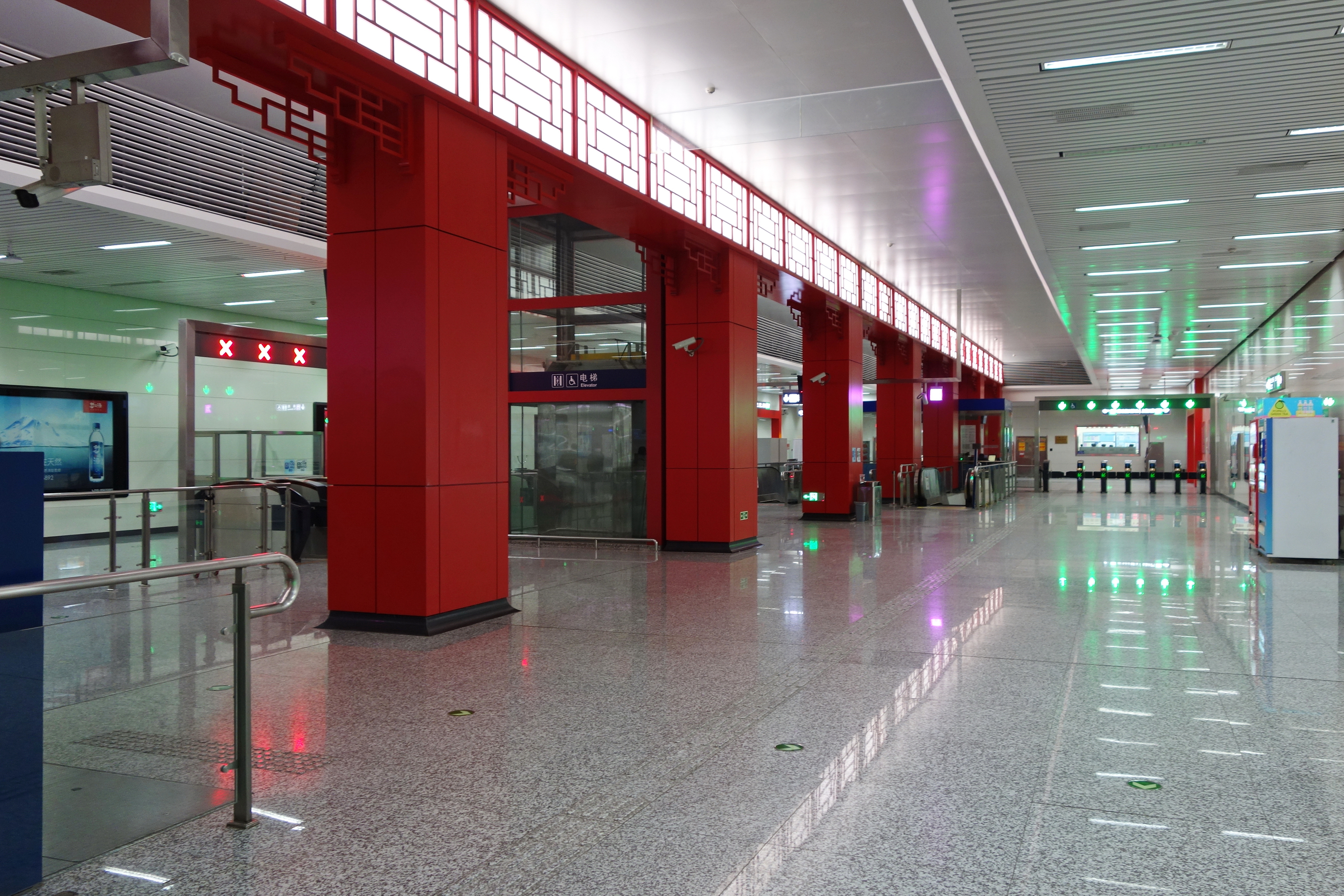
대합실(2021년 5월)

### 층별 구조
| 지면층          | 지면                            | A－C출입구                              |
| 지하 1층        | 장치계 층                       | 변전소, 통신신호실, 환기설비            |
| 지하 2층 대합실 | 대합실                          | 고객센터, 자동발권기, 출입 게이트       |
| 지하 3층 승강장 | ←                               | ■ 15호선 칭화둥루시커우 방면 (다툰루둥) |
| 지하 3층 승강장 | 섬식 승강장，왼쪽 출입문이 열림 |                                         |
| 지하 3층 승강장 | →                               | ■ 15호선 펑보 방면 (왕징시)             |

## 출입구
관좡역에는 북서쪽(A), 북동쪽(B), 남동쪽(C)의 3개 출구가 존재한다.
|                         |                           |                                                                                |      |           |
| 출구                    | 지시                      | 목적지                                                                         | 사진 | 편의 시설 |
| 出口 · A                | 베이후취 서로(北湖渠西路) | 자밍퉁청(嘉铭桐城)                                                             |      | 빈칸      |
| 出口 · B                | 베이후취 서로(北湖渠西路) |                                                                                |      |           |
| 出口 · C                | 베이후취 서로(北湖渠西路) | 샤오잉 북로(小营北路), 위희 북로(育慧北路), 베이징투자빌딩, 유화빌딩(裕发大厦) |      | 빈칸      |
| 아이콘 설명: 엘리베이터 |                           |                                                                                |      |           |

## 역명 문제
관좡역(关庄站)과 관좡역(管庄站)의 영어 이름은 모두 관좡(Guanzhuang)이며 역명 표시에 성조 표시가 없어 베이징에 있는 외국인들이 실수로 열차를 이용한 적도 있다. 2012년 7월 일부 네티즌들은 관좡역의 이름을 바꿔야 한다고 제안했지만 이 문제는 충분한 관심을 받지 못했다.2021年12月版的线路图中，关庄站标记为Guānzhuang，管庄站则标记为Guǎnzhuang 광저우 지하철 2호선 샤오강역(Xiaogang Station, 蕭崗站)과 광저우 지하철 8호선 샤오강역(Xiaogang Station, 晓港站) 사이에도 비슷한 문제가 존재한다. 그러나 두 역을 구별하기 위해 광저우 지하철은 2호선 샤오강 역(Xiaogang Station)의 영어 철자를 'Xiao-gang'으로 변경했다. 베이징 지하철은 2019년 12월 이전에는 유사한 구분이 없었다. 2019년 12월 버전 노선도에서는 관좡역(Guanzhuang Station)의 영문명이 관좡(Guaan Zhuang)으로 변경되다.<ref name=bjmap2022> 2021년 12월 버전 노선도에서는 'Guānzhuang' 역이 'Guǎnzhuang'으로, 관좡역이 관좡으로 표시되어 있다. 하지만 2022년 12월 버전 노선도에서는 관좡역 영문명이 'Guanzhuang'으로 변경되었으며, 'Guanzhuang' 역 역시 다시 'Guaanzhuang'으로 변경되었다.